# Invest in Reims

## Invest in Reims devient Reims Légend'R

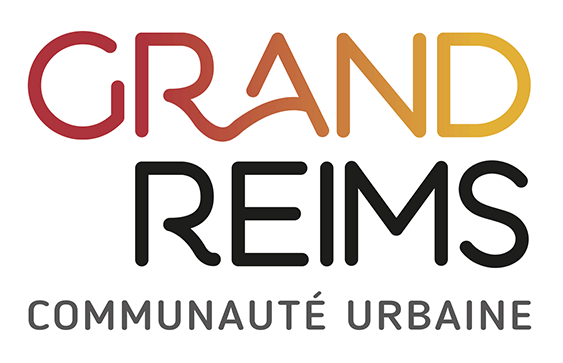
Logo du Grand Reims

Invest in Reims est l’ancienne Agence pour le développement économique de Reims qui a été reprise en janvier 2022 par les services de la Direction du Développement Economique de la Communauté Urbaine du Grand Reims.
Son rôle était et reste celui d'accompagner gracieusement l'implantation et le développement d'entreprises en étant l’interlocuteur unique des entreprises.
Ses cofondateurs étaient en 2003 la Chambre de Commerce et d’Industrie de Reims et d'Epernay, la ville de Reims et l'ensemble de la communauté urbaine du Grand Reims.
Depuis le 19 janvier 2023, la bannière ou marque territoriale créée à l'initiative de la Communauté Urbaine du Grand Reims et co-construite avec les forces vives du territoire est Reims Légend'R.

## Historique
Créé en 2003 pour accompagner la tertiarisation de l'économie rémoise et préparer l'arrivée du TGV Est inauguré en 2007, cet organisme accompagnait gracieusement les porteurs de projets sur les aspects immobiliers, fonciers, humains, financiers, commerciaux et de communication.
Desservis par le TGV, deux parcs d'activités tertiaires ont été développés sur la gare historique de Reims et la nouvelle gare de Champagne-Ardenne TGV située sur la commune de Bezannes
En 2018, un total de 250 entreprises se sont installées ,,,,,,,dont plusieurs internationales,, représentant 9 500 emplois créés,, soit une moyenne 500 nouveaux emplois accompagnés par an,. 267 millions d'euros d'investissements immobiliers privés ont par ailleurs été réalisés en 2012. L'Institut d'études politiques de Paris (Sciences Po Paris) qui compte 1 400 étudiants en 2018 a également fait le choix de Reims pour développer son nouveau campus.
En juin 2020 l'agence de développement économique totalise 308 entreprises accompagnées pour 10 303 emplois.
L'arrivée du TGV en 2007 a également permis un développement important du secteur banque-assurance avec l'arrivée de grands groupes comme Generali, AG2R, Siaci Saint Honoré, Henner ou encore CPMS,.